# Elisabeth Dos-Kellner
Pour les articles homonymes, voir Dos (homonymie) et Kellner.
Elisabeth Dos-Kellner, née le 16 janvier 1966, est une skieuse alpine paralympique autrichienne. Elle a représenté l'Autriche à la compétition de ski para-alpin aux Jeux paralympiques d'hiver de 1988 et aux Jeux paralympiques d'hiver de 1994. Elle a remporté quatre médailles : trois médailles d'or et une médaille d'argent,.

## Carrière
Elle participe aux Jeux paralympiques d'hiver de 1988 à Innsbruck, dans la catégorie B2, et y remporte deux médailles d'or : l'une en slalom géant (avec un temps de 1 : 58,27), et l'autre en descente (la course s'est terminée en 0 : 53,24).
Elle participe aux Jeux paralympiques d'hiver de 1994 à Lillehammer, en Norvège, où elle remporte la médaille d'or en slalom géant B1-2 (temps réalisé de 2:50.31), et la médaille d'argent en super combiné alpin B1-2, en 1:18.89 (sur le podium, la médaille d'or pour Gabriele Huemer en 1:18.89 et la médaille de bronze pour Joanne Duffy en 1:27.74).